# Île Marquer
L'île Marquer est une île privée rocheuse et boisée située sur la commune de Penvénan dans les Côtes-d'Armor. Elle n'est plus actuellement cultivée.
Elle est située au sein d'un archipel d'îles et d'îlots au large de Port-Blanc. L'île Marquer couvre un peu moins d'un hectare, elle culmine à 18 mètres d'altitude. Une villa du début du XXe siècle, agrandissement d'une maison de pêcheur, fait face à l'île Bihan, plus vaste, à laquelle elle est reliée par une digue (ancienne pêcherie).